# 長尾街道 (香川県)

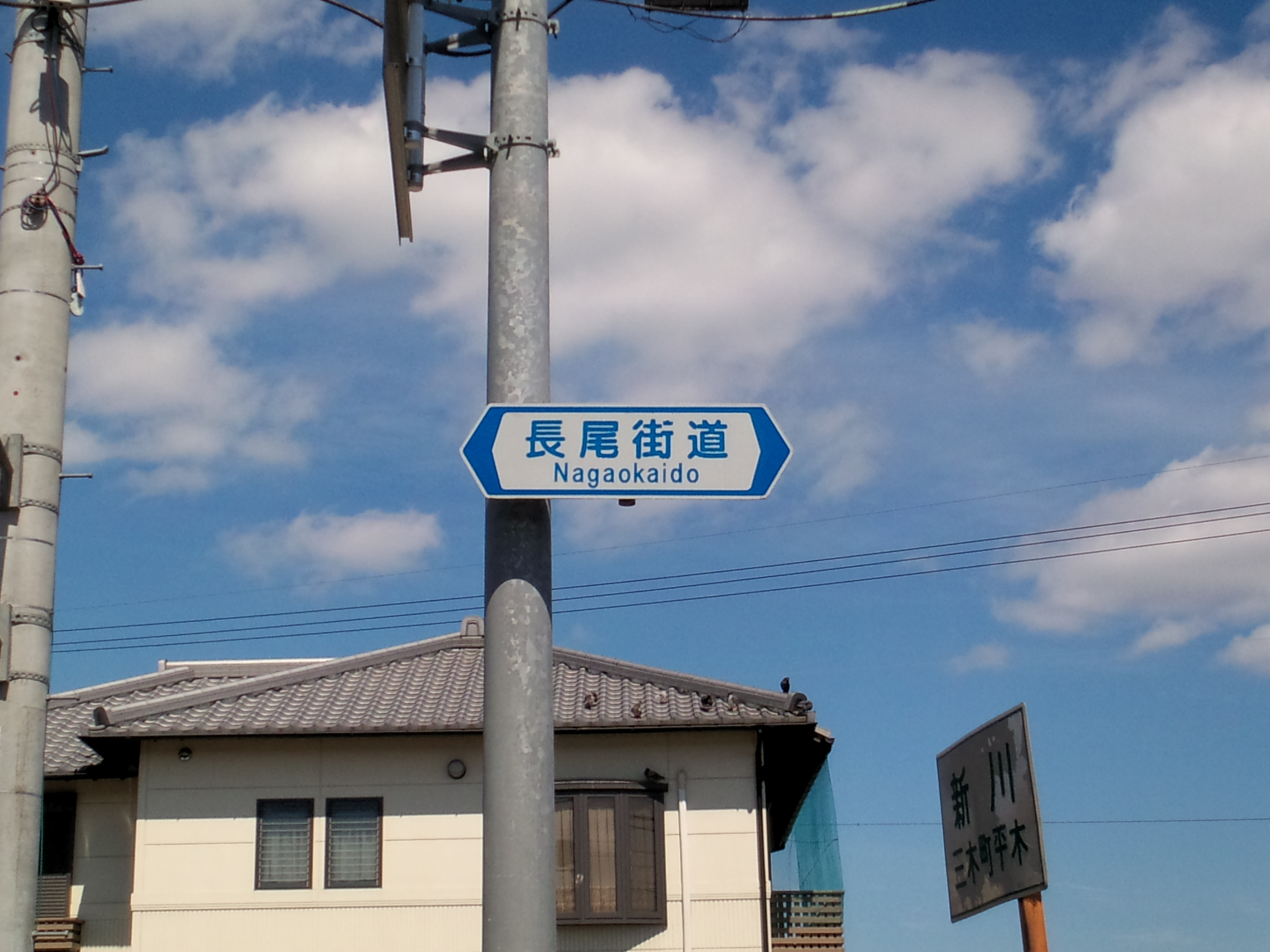
旧・香川県道10号（現・三木町道砂入平木線）上にかかる長尾街道の看板。木田郡三木町平木（新川）橋西詰交差点にて

長尾街道（ながおかいどう）とは、江戸時代に高松藩によって讃岐（高松）五街道として制定された旧街道（高松藩街道）のひとつ。香川県道10号高松長尾大内線の旧道にして前身。

## 概要
江戸時代当時、玉藻城外堀に架けられた常磐橋（現在の高松中央商店街三街中央ドーム北側路）を起点とした、四国八十八箇所第87番札所長尾寺への東讃地域東西より延びる参拝道路の性質を持つ旧街道である。
これを理由として、本路をベースとして長尾町まで高松琴平電気鉄道長尾線が敷設・整備されたため、本街道はほぼ同鉄道線と平行に走っている。
現在の終点となる、かつての大内郡丹生郷（現：東かがわ市町田、丹生交差点）より三木郡池辺郷（現：木田郡三木町池戸）までは、おおむね古代南海道の本線として機能していたとされている。江戸時代以降は、同じく讃岐五街道として整備された志度街道が本線となり、以降は中世南海道を構成する同中央街道の支街道(旧・南海道)となった。
現在においては香川県道157号高松東港線（瀬戸大橋通り）上にある朝日町5丁目交差点、上福岡町・観光町交差点、木太東口交差点、元山町交差点、東山崎町交差点、水田交差点、前田西町交差点、亀田町交差点、池戸交差点、砂入東交差点、白山交差点、井戸交差点、長尾東交差点、石田東交差点、筒野西交差点、富田中交差点、松尾小学校交差点、豊田交差点（さぬき東街道交点）までを経由して至る区間を指す。通常、香川県内で「長尾街道」の呼称を用いる場合は、この旧道区間を指す。なお豊田交差点以東は香川県道10号の現路線である、さぬき東街道と同一の路線をたどる。
江戸時代に街道の整備がなされてより地域の主要街道として東讃内陸平野部各地域間交通の要を担い、2014年4月まで香川県道10号高松長尾大内線の本線として機能していたが、1990年代に入ってから高松市郊外地のモータリゼーションが加速。これに伴い街道付近の地域住民と街道を利用する広域移動者との間で軋轢が発生し、本街道上にて渋滞などに代表される大規模な交通摩擦が生じるようになった。そのためバイパス線となるさぬき東街道（長尾バイパス）が整備され、2014年4月をもって香川県道10号高松長尾大内線の本線は「長尾街道」から「さぬき東街道」へと登録替えになった。そのため現在の書類上では、一貫した県道路線ではなく、複数の県道と市町道によって構成される地域道の集合体という形になっている。

## 長尾街道を構成する重複県道
| 香川県道157号標識 | 香川県道160号標識 | 香川県道155号標識 | 香川県道10号標識 | 香川県道43号標識 | 香川県道147号標識 | 香川県道42号標識 | 香川県道38号標識 | 香川県道140号標識 | 香川県道133号標識 |

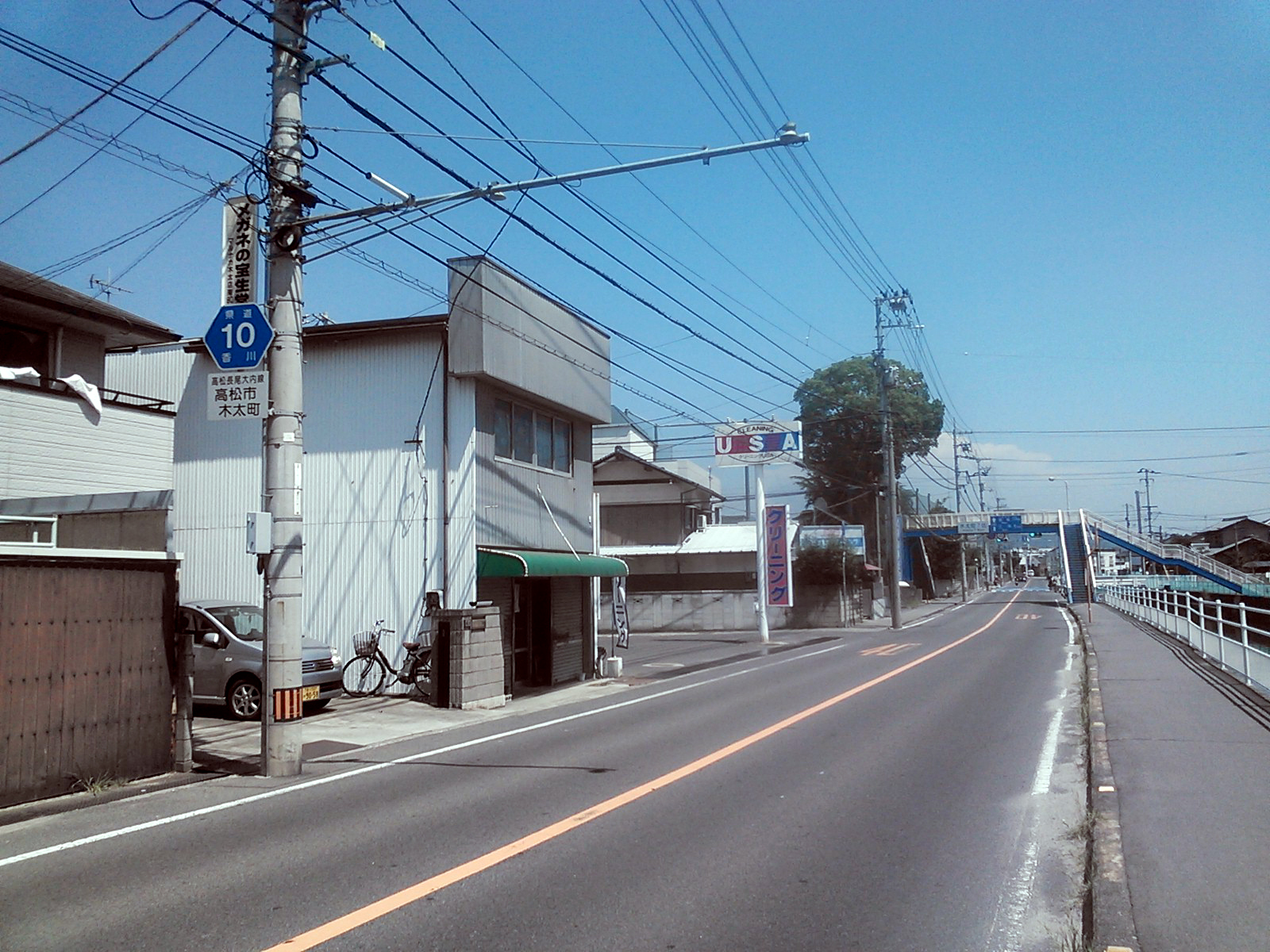
香川県道10号高松長尾大内線木太町別線（長尾街道 区間内）
高松市木太町

- 香川県道157号高松東港線（高松市）朝日町5丁目交差点（瀬戸大橋通り交点。旧起点[4]） - 琴電松島踏切交差点
  - 琴電松島踏切交差点から上福岡町・観光町[3]交差点までは高松市道。
- 香川県道155号牟礼中新線（高松市）上福岡町・観光町交差点[3] - 高松市立玉藻中学校東交差点
  - 高松市立玉藻中学校東交差点（現在起点看板がかかっている場所）から札場西交差点（高松信用金庫木太支店前交差点）までは高松市道。
- 香川県道43号中徳三谷高松線別線（高松市）札場西交差点 - 札場東（木太大橋西詰・JA香川県木太支店前。香川県道43号本線交点）交差点
- 香川県道10号高松長尾大内線木太町別線（高松市）札場東（木太大橋西詰・JA香川県木太支店前）交差点 - 木太東口交差点
  - 木太東口交差点から東山崎町西交差点（香川県道10号高松長尾大内線本線「さぬき東街道」交点）までは高松市道
  - 東山崎町西交差点から前田東町時差信号Y字（植村農機商会前）交点までは高松市道
- 香川県道147号太田上町志度線（高松市）前田東町時差信号Y字（植村農機商会前）交点 - 亀田町交差点（香川県道30号塩江屋島西線交点）
  - 亀田町交差点から池戸交差点までは高松市・三木町道（リビングイソザキ近辺が町境）
- 香川県道42号小蓑前田東線（三木町）池戸交差点 - 砂入東交差点
  - 砂入東交差点から平木（新川）橋東詰交差点までは三木町道
- 香川県道38号三木牟礼線（三木町）平木（新川）橋東詰交差点 - 鹿伏交差点（学園通り交点）
  - 鹿伏交差点から大角交差点までは三木町・さぬき市道（鴨部川橋が市境）
- 香川県道264号田面富田西線（さぬき市）大角交差点 - 筒野西交差点
- 香川県道140号富田西鴨庄線（さぬき市）筒野西交差点 - 古枝自動車前交点
  - 古枝自動車前交点から冨田中交差点まではさぬき市道
- 香川県道133号富田中津田線（さぬき市）冨田中交差点 - 石仏無名交点（道の駅みろく導入交点）
  - 石仏無名交点から豊田交差点まではさぬき市道
- 香川県道10号高松長尾大内線本線（さぬき東街道・さぬき市）豊田交差点 -豊田東交差点
- 香川県道10号高松長尾大内線さぬき市別線（さぬき市）豊田東交差点 - 大東交差点
- 香川県道10号高松長尾大内線本線（さぬき東街道・さぬき市）大東交差点 -丹生交差点（国道11号志度街道交点・終点）

## 運行バス路線
- 大川バス 引田線

長尾街道全体を一括運行路線としている唯一のバス路線。コミュニティバス運行の受託が多い大川バスにおいては、数少ない一般運行路線であり、現状における実質上の東讃内陸域における市域間移動を担っているメイン運行区間である。
- 三木町コミュニティバス 田中・北部・神山、各コース（三木町内区間のみ。運行受託は大川バス）

讃陽堂松原病院前 - 三木町役場 区間（北部コース）
小山眼科前 - トレスタ白山 区間（田中コース）
マルナカ三木店前 - 南真行寺 区間（神山コース）

## 備考
- 木太東口交差点近辺は東西に敷設された支線新道（高松市 都市計画道路 室町新田線にあたるバイパス区間）と南北に敷設されている支線旧道（長尾街道）との交差地点のひとつであるため、朝夕における、渋滞の名所となっている。

### 本来の長尾街道

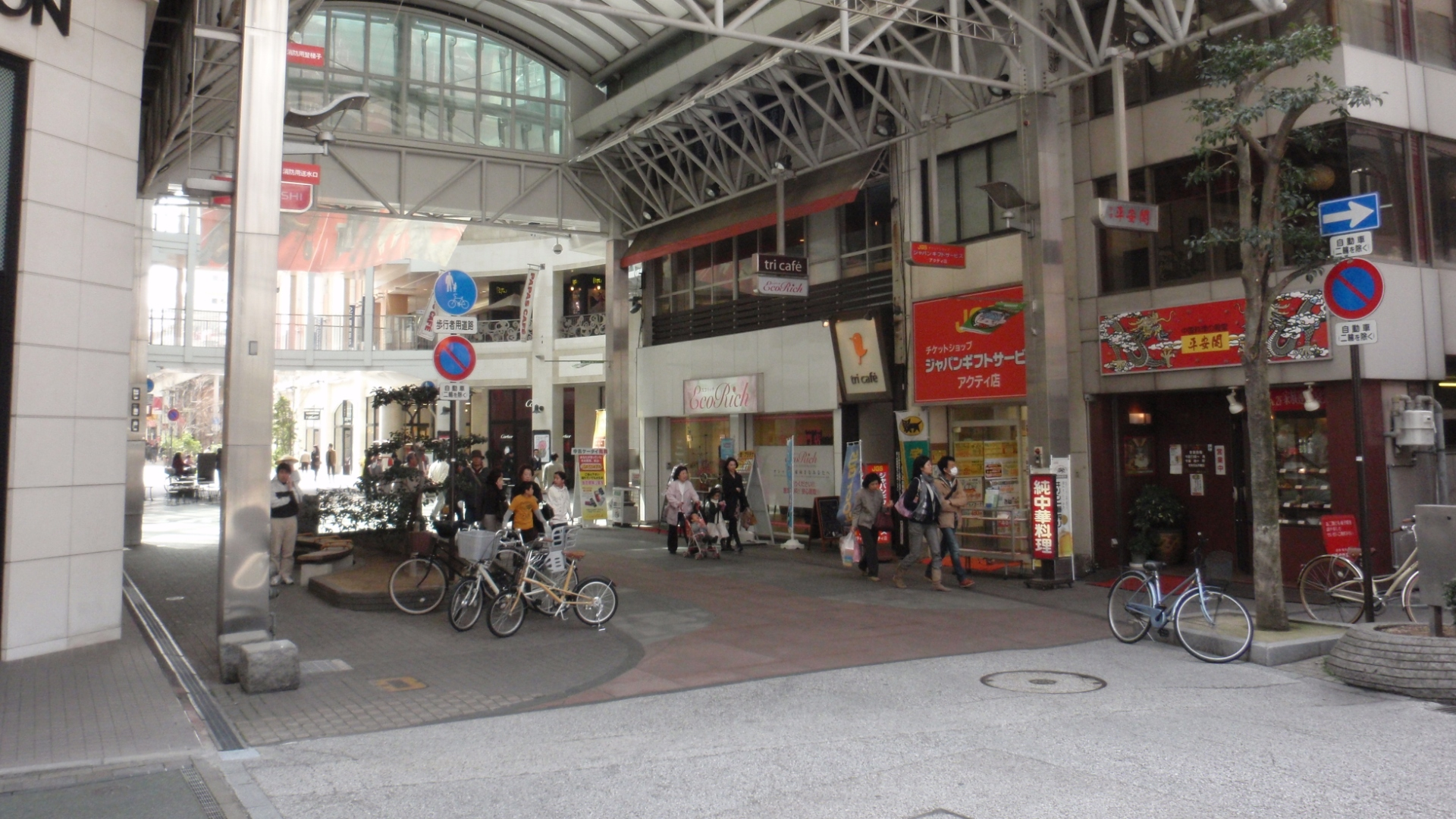
本来の長尾街道（讃岐五街道）の起点である常磐橋の跡地

- 上記の通り、本来の長尾街道は常磐橋を起点とする街道である。そのため、本来の長尾街道は同地を起点として片原町商店街アーケードを抜けた場所にある通町信号（信号としては無名の交差点）から南進して香川県道160号高松港栗林公園線に入り、国道11号・志度街道塩屋町交差点（ここまで志度街道との重複街道）をさらに南へ直進し、志度線瓦町駅踏切手前に存在する、塩上町の無名の交差点（無信号。塩屋町交差点から辻一つ南進した場所）を市道へと東進し、直後にある志度線踏切を超えて南東へ向かい、香川県立高松商業高等学校の西側から多賀神社北交差点の信号を南進して観光通りとの押しボタン設置交差点をさらに南進し、香川県道43号中徳三谷高松線の旧道（支線）区間（高松市街地側からの侵入はできないため、自動車の場合は観光通りを東進し、ひとつ目の無名信号で右折して花園南信号から入る事になる）である花園駅前を経由して同県道上の花園南信号、上福岡町交差点[3]、高松信用金庫木太支店前交差点に至り、現行（香川県道10号旧道として）の長尾街道に合流する。
- 亀田町交差点 - 池戸交差点間市町道の区間に存在する市町境近辺にある点滅信号（平井モータース・田渕酒舗 店舗前交差点）より入る、三木町道池戸平木線（いわゆる「池戸駅前 - 三木町池戸商店街 - 香川大学農学部前 - 三木町平木商店街 - 平木（新川）橋」の町道区間）も、長尾街道の旧街道（香川県道10号の旧・旧道）である。かつては起点となる点滅信号から高松側から向かう場合は左側（長尾側からは右側）に「三木町池戸商店街」のゲートオブジェを見ることができたが、現在ではゲートの老朽化にともなう崩落の危険があったために撤去されている。この旧・旧道の平木側の旧道への合流点は前述のとおり平木（新川）橋東端交点である。
- 長尾街道の鴨部川東詰交点から北（正確には北東）側へと入る脇道も長尾街道の旧街道であり、この脇道に入って街道と平行に東進すると、長尾街道の主要地である長尾寺に至る。この道は長尾寺を越えると遍路道の性質を持ち香川県道・徳島県道3号志度山川線と交差する。旧長尾街道はこの交差点をそのまま東進し、石田西の無名信号（古川畳店・寒川商店の地先）交点に出る。旧街道はここでは現長尾街道（県道10号旧道）を横断するにとどまり、さらに今度は街道の南側を現街道と平行に東進する事になる。最終的には旧街道の東進は香川県道140号富田西鴨庄線古枝自動車前交点まで続く。